# Jan Kotlant
Jan Kotlant (13. září 1867 Holohlavy – 13. května 1947 Holohlavy) byl rakouský a český statkář a politik, na počátku 20. století poslanec Českého zemského sněmu a Říšské rady.

## Biografie
Vychodil měšťanskou školu, absolvoval vojenskou službu v Hradci Králové a Košicích. Působil pak jako statkář v rodných Holohlavech. Zastával funkci okresního starosty v Jaroměři. Byl členem výboru zemské zemědělské rady a okresní školní rady ve Dvoře Králové. Propagoval družstevnictví. Zabýval se i regionální historií. Dokumentoval mj. dějiny obcí Čáslavky a Černožice. V bádání navázal na předchozí dílo Jana Jaroše, rovněž politika. Po roce 1945 se ale jejich zápisky ztratily a dochovaly se z nich jen nečetné zmínky v obecní kronice.
Na počátku století se zapojil i do zemské a celostátní politiky. Již v doplňovacích volbách roku 1903 byl zvolen do Českého zemského sněmu v kurii venkovských obcí poté, co rezignoval Jan Dvořák. Ihned po zvolení ovšem na mandát sám rezignoval. Teprve v doplňovacích volbách roku 1904 se stal trvale členem sněmu, když byl v červnu (1. kolo) a červenci (užší kolo) 1904 zvolen v kurii venkovských obcí (volební obvod Nové Město nad Metují, Náchod, Úpice, Česká Skalice, Opočno). Jeho volba pak byla sněmem potvrzena v květnu 1905. V řádných volbách v roce 1908 byl zvolen do Českého zemského sněmu v kurii venkovských obcí (volební obvod Dvůr Králové, Jaroměř). Politicky se uvádí coby člen České agrární strany. Kvůli obstrukcím se ovšem sněm po roce 1908 fakticky nescházel.
Ve volbách roku 1911 se stal rovněž poslancem Říšské rady (celostátní zákonodárný sbor), za volební obvod Čechy 42. Ve vídeňském parlamentu usedl do Klubu českých agrárníků.
Po vzniku Československa působil jako předseda státního fondu pro opatření hnojiv. Zasloužil se o rozvoj kávového průmyslu. Kronika obce Holohlavy uvádí, že pro svoji rakouskou orientaci odešel po světové válce do ústraní. Spravoval zemědělské hospodářství po otci. Povahově je uváděn jako vznětlivý člověk, ke konci života zatrpklý. Zároveň ovšem byl velmi pilným a hospodárným hospodářem.